# Уједињена комунистичка партија Непала (маоистичка)
Уједињена комунистичка партија Непала (маоистичка) (एकीकृत नेपाल कम्युनिष्ट पार्टी (माओवादी)) је политичка партија која делује у Непалу. Основана је 1994. године. По завршетку грађанског рата у Непалу 2008, партија је дошла на чело владајуће коалиције унутар Уставотворне скупштине.
Ова партија се првобитно звала Комунистичка партија Непала (маоистичка), до уједињења са Комунистичком партијом Непала (Центре-Месал) јануара 2009. године. После тога је позната под данашњим именом.

## Оснивање и грађански рат
УКПН(м) формирана је након раскола уунутар Комунистичке партије Непала (Јединство Центар). Због опште беде непалског становништва (преко 90% неписмених, 10% богатих држи скоро 50% прихода, 80% руралног становништва,...) и краљевог игнорисања захтева политичких организација за већим слободама и бољим условима живота, УКПН(м) је 13. фебруара 1996. године покренула рат против непалске владе на челу са краљевском породицом.
Године 2001, рат је захватио целу земљу, након неуспеха преговора. Тада су снаге КПН(м) по први пут напале јединице непалске војске. До 2005, УКПН(м) укључила се у коалицију с неким опозиционим партијама, како би се заједно супротставиле монархистичкој диктатури краља Џанендре. Године 2006, уследио је масовни штрајк диљем земље у коме су се протестанти вишпе пута сукобили с војском. После овога, монархија је прогласила капитулацију.

## Владајућа коалиција
На први изборима после рата, одржанима 2008, УКПН(м) освојила је велику већину унутар Уставотворне скупштине и чланицом је широке коалиције која твори већину у скупштини. Већина чланица коалиције су различите маоистичке партије.
Дана 4. маја 2009, Прачанда је дао оставку на месту председника владе, након чега је формирана нова влада без УКПН(м). Влада је изгубила већину у скупштини, због чега је поднела оставку у јуну. Након неколико месеци, УКПН(м) и Комунистичка партија Непала (уједињена марисистичко-лењинистичка) формирале су коалицију, формирана је нова влада, а нови председник владе постао је Јала Нат Канал.

## Идеологија
Темељни програм УКПН(м) темељи се на тзв. Прачандином путу. Секретар партије, Пушпа Камал Дахал — Прачанда развио је идеологију која се надовезује на марксизам-лењинизам-маоизам, али је прилагођена условима у непалском друштву. Ради се о томе да је усвојена Маова доктрина о учешћу свих социјалних група у револуцији, а узор у начину доласка на власт била је Октобарска револуција у Русији.
Партија је посебно била важна за еманципацију непалских жена. Године 2003, 50% жена чинило је нижи кадар партије, 30% биле су војници унутар Народноослободилачке армије, а 10% чиниле су чланство Централног комитета УКПН(м). Унутар партије, као организација, делује Свенепалско удружење жена (револуционарно).